# Seul dans Berlin (film, 1976)
Pour les articles homonymes, voir Seul dans Berlin et Jeder stirbt für sich allein.
Pour plus de détails, voir Fiche technique et Distribution.
Seul dans Berlin (en allemand : Jeder stirbt für sich allein) est un film allemand réalisé par Alfred Vohrer, sorti en 1976. Le scénario est tiré du roman Seul dans Berlin de Hans Fallada. Il est fondé sur la vie du couple de résistants berlinois Otto Hampel et Elise Hampel.

## Synopsis
À Berlin en 1940, pendant la Seconde Guerre mondiale, alors qu'Hitler est au faîte de sa puissance. La Résistance allemande au nazisme passe par un creux après les succès de Pologne et de la campagne de France. Le couple d'Anna et Otto Quangel vit à Berlin dans des conditions très simples, sans s'intéresser beaucoup à la politique. Mais quand le fils unique d'Otto tombe dans la campagne occidentale, la douleur éveille en lui une méfiance envers le régime nazi. À son tour, Anna, frappée du suicide d'une voisine juive, envisage la résistance active. Ils écrivent des slogans sur des cartes postales que lui seul d'abord puis eux deux ensuite laissent dans des lieux publics, et dans les boîtes aux lettres à Berlin. Tous deux sont découverts et arrêtés, puis condamnés à mort. Otto se suicide dans la salle d'audience avec une capsule de cyanure ; Anna est exécutée deux mois plus tard.

## Fiche technique
- Titre français : Seul dans Berlin
- Titre original : Jeder stirbt für sich allein
- Réalisation : Alfred Vohrer
- Scénario : Miodrag Cubelic, Anton Cerwik, d'après le roman Seul dans Berlin de Hans Fallada
- Production : Karl Spiehs, pour Lisa Film GmbH (Munich), Erste Filmproduktionsgesellschaft Constantin GmbH (Munich), Terra-Filmkunst GmbH (Berlin)[1]
- Musique : Gerhard Heinz
- Image : Heinz Hölscher
- Montage : Jutta Hering
- Durée : 102 minutes
- Pays de production :  Allemagne de l'Ouest
- Dates de sortie :
  - Allemagne de l'Ouest : 21 janvier 1976

## Distribution
- Hildegard Knef : Anna Quangel
- Carl Raddatz : Otto Quangel
- Martin Hirthe : Escherich
- Gerd Böckmann : Schröder
- Sylvia Manas : Trudel Baumann
- Peter Matić : Enno Kluge
- Heinz Reincke : Emil Borkhausen
- Beate Hasenau : Karla Borkhausen
- Hans Korte : Obergruppenführer Prall
- Alexander Radszun : Otti Quangel
- Rudolf Fernau
- Brigitte Mira
- Heinz Ehrenfreund
- Edith Heerdegen
- Wilhelm Borchert
- Pinkas Braun
- Friedrich G. Beckhaus
- Kurt Buecheler
- Dietrich Frauboes
- Jacques Breuer
- Wolf Goldan
- Renate Grosser
- Heinz Spitzner
- Klaus Miedel
- Arnold Marquis
- Otto Czarski

## Récompense
- En 1976, prix de la meilleure actrice pour Hildegard Knef au festival international du film de Karlovy Vary[2].

## Autres films sur la même œuvre
D'autres adaptations ont été réalisées pour la télévision et le cinéma : 
- 1962 : Jeder stirbt für sich allein en RFA, réalisé par Falk Harnack. Anna et Otto Quangel étaient incarnés alors par Edith Schultze-Westrum et Alfred Schieske. Dans les autres rôles, on signale entre autres Anneli Granget, Hartmut Reck, Martin Hirthe, Werner Peters, Sigrid Pein et Benno Hoffmann.
- 1970 : Jeder stirbt für sich allein en RDA par la DEFA, un feuilleton télévisé réalisé par Hans-Joachim Kasprzik. Le couple Quangel est joué par Elsa Grube-Deister et Erwin Geschonneck. Les autres acteurs sont entre autres Wolfgang Kieling, Dieter Franke, Barbara Adolph, Wolfgang Greese, Fred Delmare, Christine Schorn, Fred Düren, Günther Simon et Rolf Hoppe.
- 2016 : Seul dans Berlin (Jeder stirbt für sich allein / Alone in Berlin), un film dramatique germano-franco-britannique réalisé par Vincent Perez. Le couple est interprété par Brendan Gleeson et Emma Thompson. Le film est présenté en sélection officielle à la Berlinale 2016.

### Source de la traduction
- (de) Cet article est partiellement ou en totalité issu de l’article de Wikipédia en allemand intitulé « Jeder stirbt für sich allein (1976) » (voir la liste des auteurs).